# 奧爾洛瓦

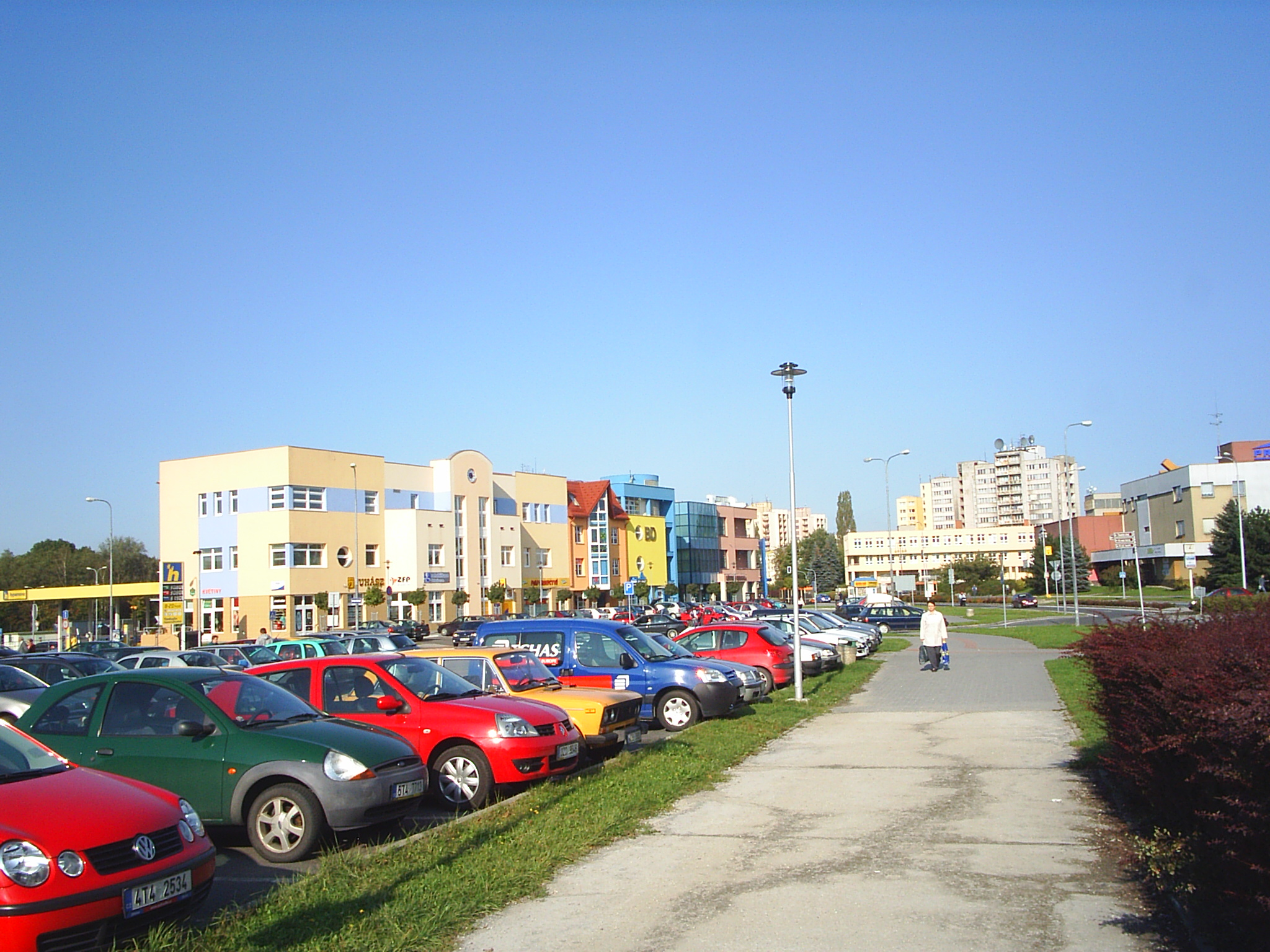

奧爾洛瓦是捷克的城鎮，位於該國東部，由摩拉維亞-西利西亞州負責管轄，面積24.67平方公里，海拔高度215米，該鎮在十九世紀發現煤礦，2006年人口33,161。

## 外部連結
- （捷克文） Official website

49°50′50″N 18°25′6″E / 49.84722°N 18.41833°E